# Nikolaj Ivanovič Lobačevskij
Nikolaj Ivanovič Lobačevskij (in russo  Николай Иванович Лобачевский?; 20 novembre 1792 – 12 febbraio 1856 del calendario giuliano; Nižnij Novgorod, 1º dicembre 1792 – Kazan', 24 febbraio 1856) è stato un matematico e scienziato russo, noto per i suoi contributi all'introduzione delle geometrie non euclidee.

## Biografia
Lobačevskij nacque a Nižnij Novgorod, Russia, da Ivan Maksimovič Lobačevskij, impiegato in un ufficio del catasto agricolo, e da Praskov'ja Aleksandrovna Lobačevskaja. Quando nel 1800 il padre morì, sua madre, rimasta con l'onere di tre figli, decise di trasferirsi a Kazan'. Qui Nikolaj Ivanovič frequentò il ginnasio, diplomandosi nel 1807, e successivamente si iscrisse all'Università di Kazan', che era stata fondata solo tre anni prima.
Nei suoi studi universitari fu influenzato dal professor Martin Bartels (1769-1833), un matematico con conoscenze enciclopediche amico di Carl Friedrich Gauss; nel 1811, all'età di diciotto anni, ottenne la laurea in fisica e matematica. Nel 1814 divenne lettore all'Università di Kazan' e nel 1822 ottenne la nomina a professore ordinario.
Oltre ai suoi corsi di matematica, fu incaricato dei corsi di fisica e di astronomia e ricoprì numerosi incarichi amministrativi, quali per esempio il riordinamento della biblioteca dell'università, precedentemente in un disordine che la rendeva inutilizzabile, e la sistemazione razionale delle collezioni del museo, fino allora collocate a caso.
Alla morte dello zar Alessandro I nel 1825, fu sostituito il funzionario superiore responsabile della cattiva amministrazione dell'università e Lobačevskij fu sollevato dagli incarichi amministrativi; nel 1827 ottenne la nomina a rettore, carica che mantenne fino al 1846.
Nel periodo in cui fu rettore, Lobačevskij contribuì alla costruzione di nuovi edifici, quali una biblioteca, un osservatorio astronomico e laboratori di chimica e anatomia.
Successivamente, Kazan' fu colpita dal colera (1830) e più tardi da un incendio (1842) che in particolare distrusse i nuovi edifici, che furono ricostruiti grazie all'attività di Lobačevskij.
Nel 1842 fu eletto membro della Società Scientifica di Gottinga su raccomandazione di Gauss che, leggendo le sue opere, era venuto a conoscenza dei contributi di Lobačevskij alla geometria non-euclidea, anche se non volle mai riconoscerli in scritti che fossero pubblicati.
Nel 1832 sposò Varvara Alekseevna Moiseeva e da lei ebbe sette figli.
Nel 1846 si ritirò dall'università o, meglio, fu costretto dallo Stato a lasciarla; successivamente la sua salute si deteriorò rapidamente.
Poco prima della morte, nel 1855, Lobačevskij, in occasione del cinquantesimo anniversario dell'università, presentò il manoscritto della sua Pangeometria, che era stato scritto sotto sua dettatura in quanto era diventato cieco.
Gli è stato dedicato un cratere sulla Luna, il Cratere Lobachevskiy.

## Risultati matematici
Il conseguimento principale di Lobačevskij è lo sviluppo (indipendentemente da János Bolyai) della geometria non-euclidea. Prima di lui, i matematici stavano tentando di dedurre il quinto postulato di Euclide dagli altri assiomi.
Lobačevskij avrebbe voluto sviluppare invece una geometria nella quale il quinto postulato non fosse vero, o meglio non fosse indispensabile a qualunque geometria coerente.
Egli, inoltre, sostenne le sue idee stabilendo un sistema di geometria basato sull'ipotesi dell'angolo acuto, secondo la quale in un piano, per un punto fisso passano due parallele ad una retta.
Il 23 febbraio 1826 può essere considerato ufficiosamente come l'inizio della sua geometria in quanto riportò le sue idee e alcuni teoremi caratteristici della nuova disciplina alla sessione del dipartimento di fisica e matematica.
La sua ricerca fu pubblicata nel Bulletin of Kazan University (Вестник Казанского университета) nel 1829–1830.
In questo modo Lobačevskij abolisce il dogma della "verità" assoluta della geometria euclidea e, per questo, può essere definito il Niccolò Copernico della geometria, anche se il riconoscimento delle sue idee da parte della comunità matematica fu piuttosto lento in quanto i matematici di quel tempo erano troppo legati alla situazione presente per poterla giudicare in modo più ampio, e quindi dovette continuare a sviluppare le sue idee in solitario isolamento.
Tali idee furono accettate pienamente solamente diversi decenni dopo la sua morte.
Un altro dei conseguimenti di Lobačevskij è lo sviluppo di un metodo per l'approssimazione numerica delle radici di equazioni algebriche.
Questo metodo è ora noto come il metodo di Dandelin-Gräffe, chiamato come gli altri due matematici che lo scoprirono indipendentemente.
In Russia, è chiamato il metodo di Lobačevskij.
Lobačevskij diede la definizione di una funzione come una corrispondenza tra due insiemi di numeri reali (Dirichlet diede indipendentemente presto la stessa definizione dopo Lobačevskij).

## Nella cultura di massa
Negli anni cinquanta, l'umorista, satirico e matematico Tom Lehrer scrisse una canzone, ispirata a un numero comico di Danny Kaye su Stanislavskij, nella quale diceva di stimare Lobačevskij perché gli aveva insegnato il segreto del successo come matematico: il plagio ("ma ricorda per favore di chiamarlo sempre 'ricerca' "). Lehrer sottolineò di aver scelto Lobačevskij perché il nome ricorda quello di Stanislavskij, non perché Lobačevskij fosse noto come plagiario.
Nel romanzo di Poul Anderson Operazione Caos (Operation Changeling, in F&SF, 1969; Urania 1971), un gruppo di maghi naviga nell'universo non-euclideo con l'assistenza dei fantasmi di Lobačevskij e Bolyai (il romanzo fa anche un riferimento alla canzone di Lehrer).

## Opere
- Sui principi della Geometria, inserito nel Messaggero di Kazan', 1829-30 che segna la priorità del Lobačevskij su G. Bolyai e che riassume una sua memoria intitolata Exposition succincte des principes de la géométrie, avec une démonstration rigoureuse de la Théorie des Parallèles, (1826);

A questo seguirono altri due articoli pubblicati sempre a Kazan':
- La Geometria immaginaria (scritti scientifici dell'Università di Kazan, 1835);
- Nuovi Principi della Geometria con una Teoria completa delle Parallele, 1836-38. È un completo trattato di geometria non-euclidea;

Inoltre,
- Una traduzione francese della Geometria immaginaria pubblicata nel "Journal di Crelle" nel 1837;
- Geometrische Untersuchungen zur Theorie der Parallellinien (ricerche geometriche sulla teoria delle parallele) che apparve a Berlino nel 1840;
- Pangeometria, stampata a Kazan' nel 1855 e in traduzione francese nell'anno seguente.
- Nikolai I. Lobachevsky, Pangeometry, Translator and Editor: A. Papadopoulos, Heritage of European Mathematics Series, Vol. 4, European Mathematical Society, 2010.